# Station Acton Central
Acton Central is een spoorwegstation van London Overground aan de North London Line, gelegen in het district Ealing in Groot-Londen. 

## Varia

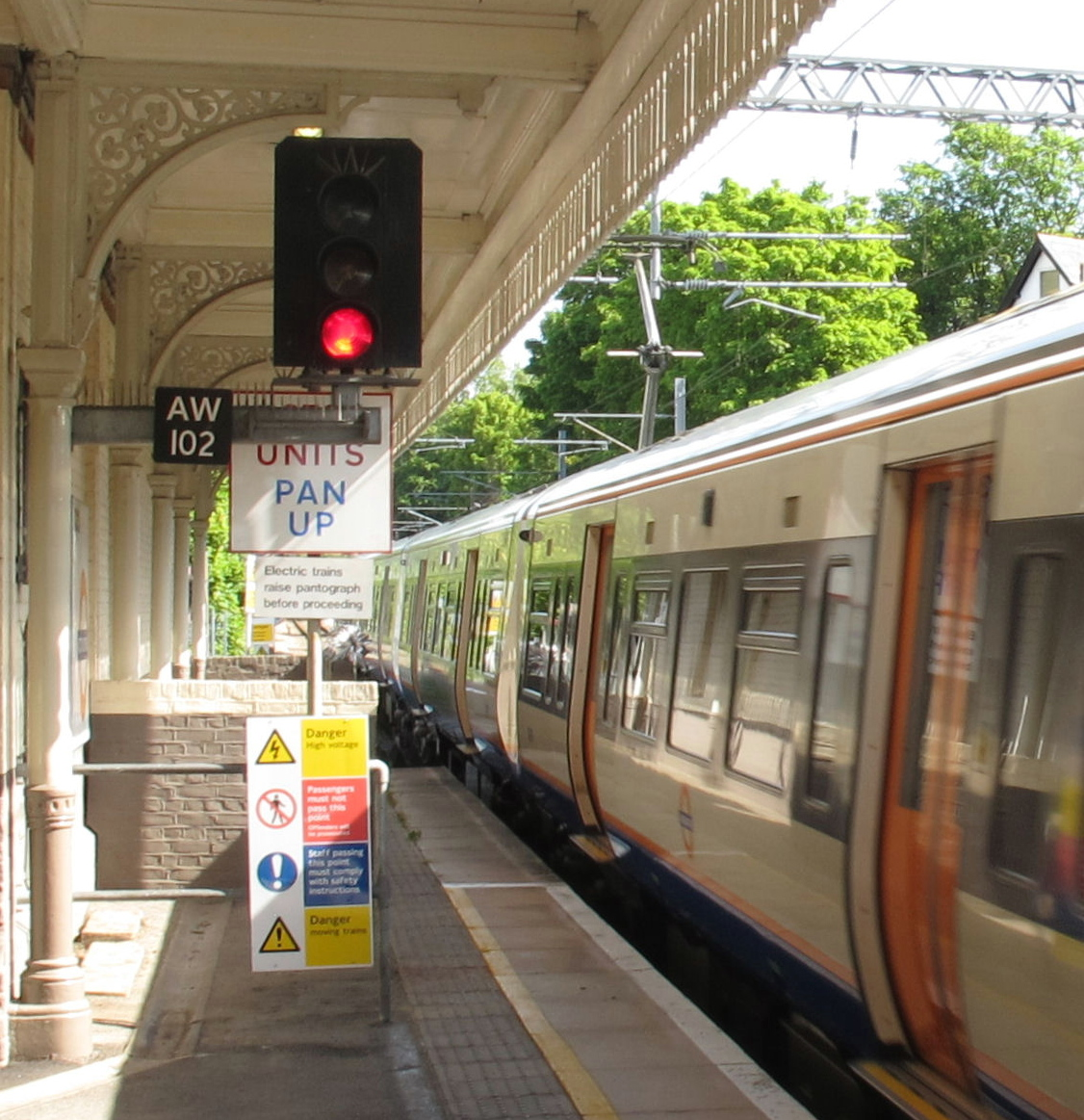
Aanwijzing voor het laten rijzen van de pantograaf

Acton Central is het station waar overgeschakeld wordt van voeding via een derde rail (750 volt gelijkstroom) naar voeding via een bovenleiding (25 kilovolt wisselstroom) en vice versa: gelijkstroom naar/van Richmond en wisselstroom naar/van Stratford.